# Broad Peak
El Broad Peak, amb 8.047 m, és la dotzena muntanya més alta de la Terra i la quarta més alta del Pakistan. Està situada al Karakoram, a la frontera entre la Xina i el Pakistan, aproximadament a 8 km del K2.
Al Broad Peak no se li havia assignat un número en la cartografia original del Karakoram, ja que havia quedat amagat de la vista dels topògrafs. El nom li posà Martin Conway durant la seva expedició de 1892.
S'ha intentat buscar un nom local a la muntanya, però davant la manca de noms es va decidir traduir literalment Broad PeaK al balti. El resultat és P'alchan Ri o P'alchan Kangri. Erròniament ha esdevingut Phalchan i Falchan. Són noms que no han triomfat i mundialment és conegut com a Broad Peak.

## Exploració
La muntanya fou observada per totes les expedicions que s'aproparen al K2 durant els primers anys del segle xx, però no serà fins al 1954 quan es farà la primera expedició per escalar-la.

## Primera ascensió
El 1954 es fa la primera temptativa d'ascensió per Karl Herrligkoffer. Intentaren l'ascensió a la tardor, però les primeres tempestes d'hivern els obligaren a retirar-se quan estaven a 6.900m.
El 1957 s'aconseguirà la primera ascensió al cim el 9 de juny per una expedició austríaca dirigida per Marcus Schmuck i formada per Fritz Wintersteller, Marcus Schmuck, Kurt Diemberger, i Hermann Buhl.
Era una expedició lleugera, formada per 2 cordades i no empraren oxigen. A primers de maig arribaren a Concòrdia i van preparar l'ascens per l'aresta oest. El 21 de maig ja havien muntat els Camps I (5.800m) i II (6.400m). El 28 de maig muntaren el Camp III (6.950m) i l'endemà intentaren fer el cim, però hagueren de fer-se enrere quan sols els faltava 1 hora d'ascens i 15 metres de desnivell perquè era massa tard.
El 8 de juny tornaren al Camp III i l'endemà, a les 3h 30 del matí marxaren cap al cim, cosa que aconseguiren a les 17h. Buhl hi arribà a les 19h i es convertia en el primer alpinista a fer dues primeres ascensions a un vuit mil. Tots arribaren sans i estalvi al camp base, però pocs dies després Buhl moriria en tenir un accident mentre baixava del Chogolisa.

## Altres ascensions
- 1975 - La primera ascensió del pic central va ser realitzada per una expedició polonesa dirigida per J. Ferenski el 28 de juliol. Dels 6 expedicionaris que intentaren el cim sols dos aconseguiren baixar amb vida.
- 1977 - La segona ascensió no es va aconseguir fins al 8 d'agost per una expedició japonesa formada per 13 persones, de les quals, tres van assolir el cim.
- 1981 - Primera ascensió catalana a càrrec d'Enric Pujol, que mor durant el descens, i Manuel Hernández per la via normal.
- 1983 - El 30 de juny les poloneses Anna Czerwinska i Krystyna Palmowska aconseguiren fer la primera ascensió femenina en el si de la primera expedició íntegrament femenina a un vuit mil.
- 1984 - Primera ascensió del cim Nord a càrrec de Jerzy Kukuczka i Wojciech Kurtyka. Un cop fet aquest cim seguiren cap al cim Central i el cim principal.
- 1988 - Primera ascensió hivernal a càrrec del polonès Maciej Berbeka
- 1992 - Primera ascensió pel vessant est a càrrec d'Òscar Cadiach, Enric Dalmau, Lluís Ràfols i l'italià Alberto Soncini.